# Imre Makovecz

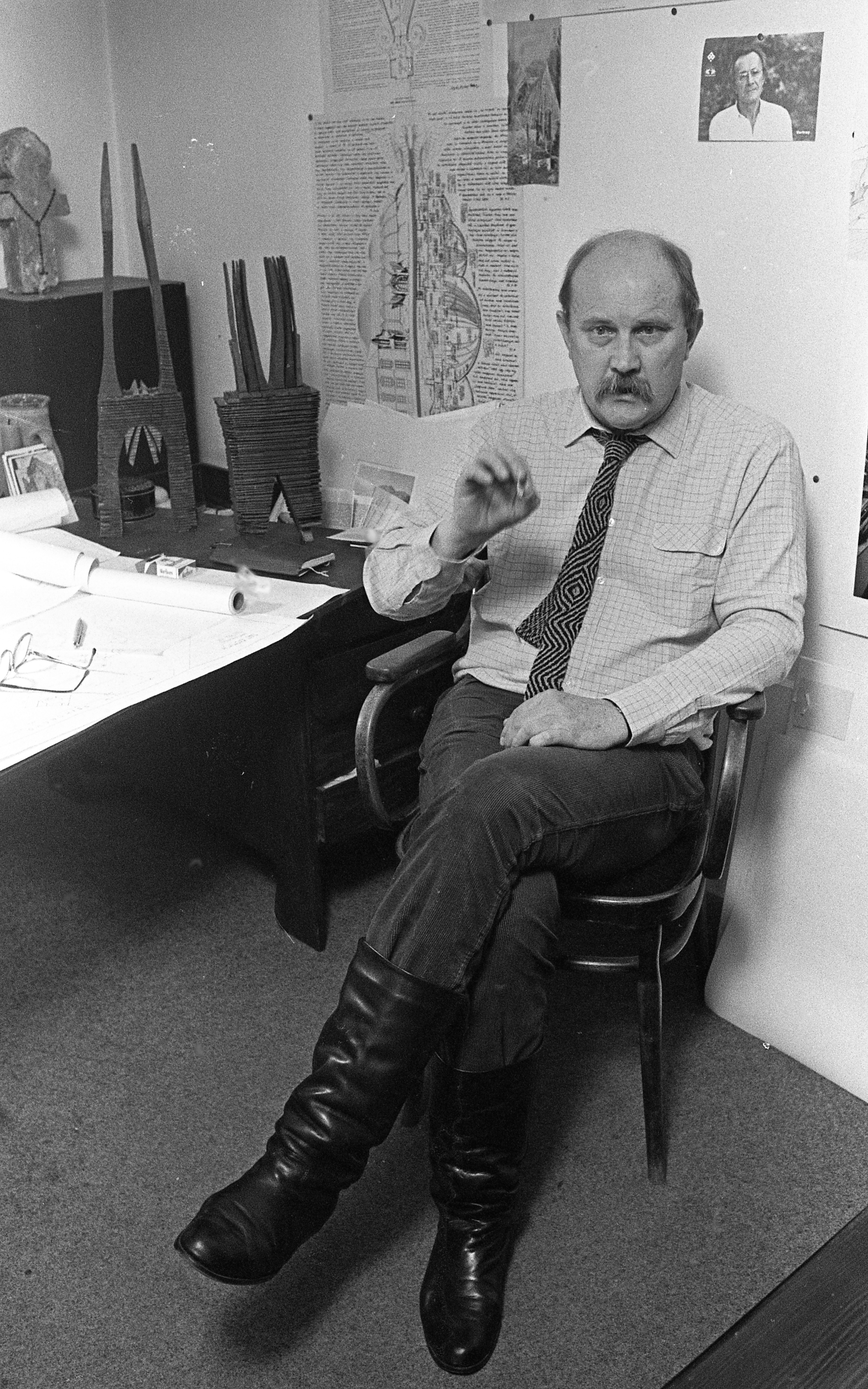
Imre Makovecz, 1989

Imre Makovecz (* 20. November 1935 in Budapest; † 27. September 2011 ebenda) war ein ungarischer Architekt.

## Wirken
Makovecz repräsentierte, neben György Csete und der Pécser Gruppe, die ungarische organische Architektur und war einer seiner wichtigsten Anführer. Seine Bauwerke zeigen sich beeinflusst von Rudolf Steiner, Antoni Gaudí, Frank Lloyd Wright sowie vom ungarischen Jugendstil Ödön Lechners und haben ihre eigene Form entwickelt, welche einen starken Einfluss ungarischer Bautradition und Volksarchitektur aufweist.
Makovecz wurde bekannt mit Bauten stark anthropomorphen Charakters, etwa der Aufbahrungshalle des Budapester Friedhofs Farkasrét (1975), deren Gewölberippen einem menschlichen Rippenbogen nachempfunden erscheinen, sowie dem Kulturzentrum von Sárospatak, dessen Grundriss „offene Arme“ signalisiert.
Zu Makovecz’ Hauptwerken zählt auch die Redoute (Vigadó) in Szigetvár (1985–1987). Makovecz’ Arbeiten fanden vor allem in den 1970er und 1980er Jahren im Zusammenhang mit der Postmoderne internationale Beachtung; nach dem Fall des Eisernen Vorhangs 1989/90 konnte er z. B. den ungarischen Pavillon der Weltausstellung in Sevilla gestalten, dessen Bezugnahme auf das Kirchturmmotiv die christlich-nationale Einstellung des Architekten verdeutlicht. So lieferte er u. a. 2002 auch den ersten Entwurf der Autobahnkapelle im Hegau an der A81 und baute 1989 in Überlingen die spektakuläre Holzkonstruktion des Naturata-Hauses.
1989 wurde ihm die Ehrenmitgliedschaft des Bundes Deutscher Architekten BDA verliehen.

## Werke (Auswahl)
- Kirche und Kulturzentrum Hagymaház in Makó
- Kulturzentrum von Sárospatak
- Kirche in Siófok
- Holzbibliothek[4] im Schlosspark von Letenye
- Aufbahrungshalle des Friedhof Farkasrét (Farkasréti temető) in Budapest, 1975
- Redoute (Vigadó) in Szigetvár, 1985–1987
- Römisch-katholische Heilig-Geist-Kirche in Paks, 1989
- Ungarischer Pavillon der Weltausstellung, 1992

## Galerie

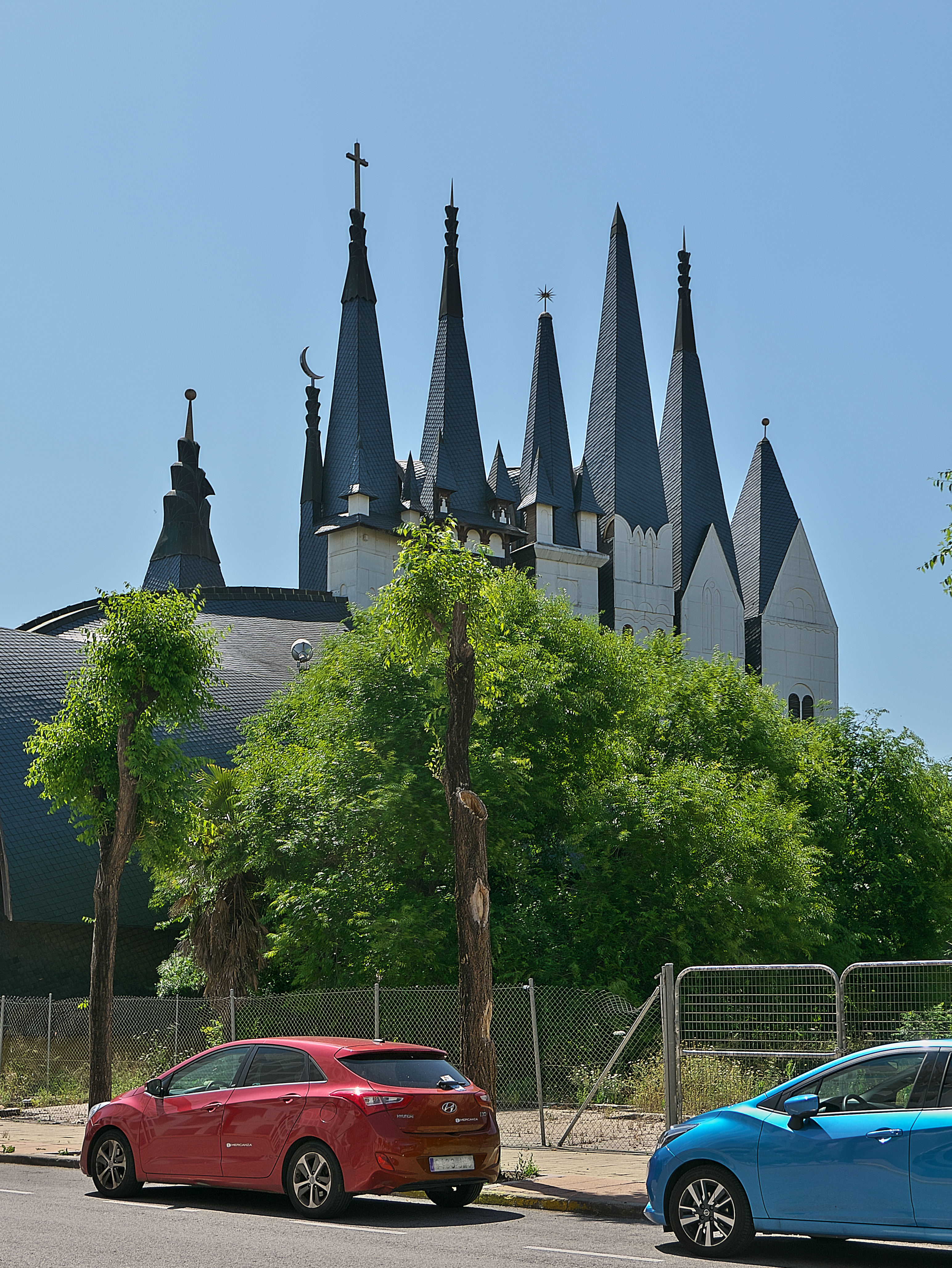
Ungarischer Pavillon bei der EXPO'92 in Sevilla
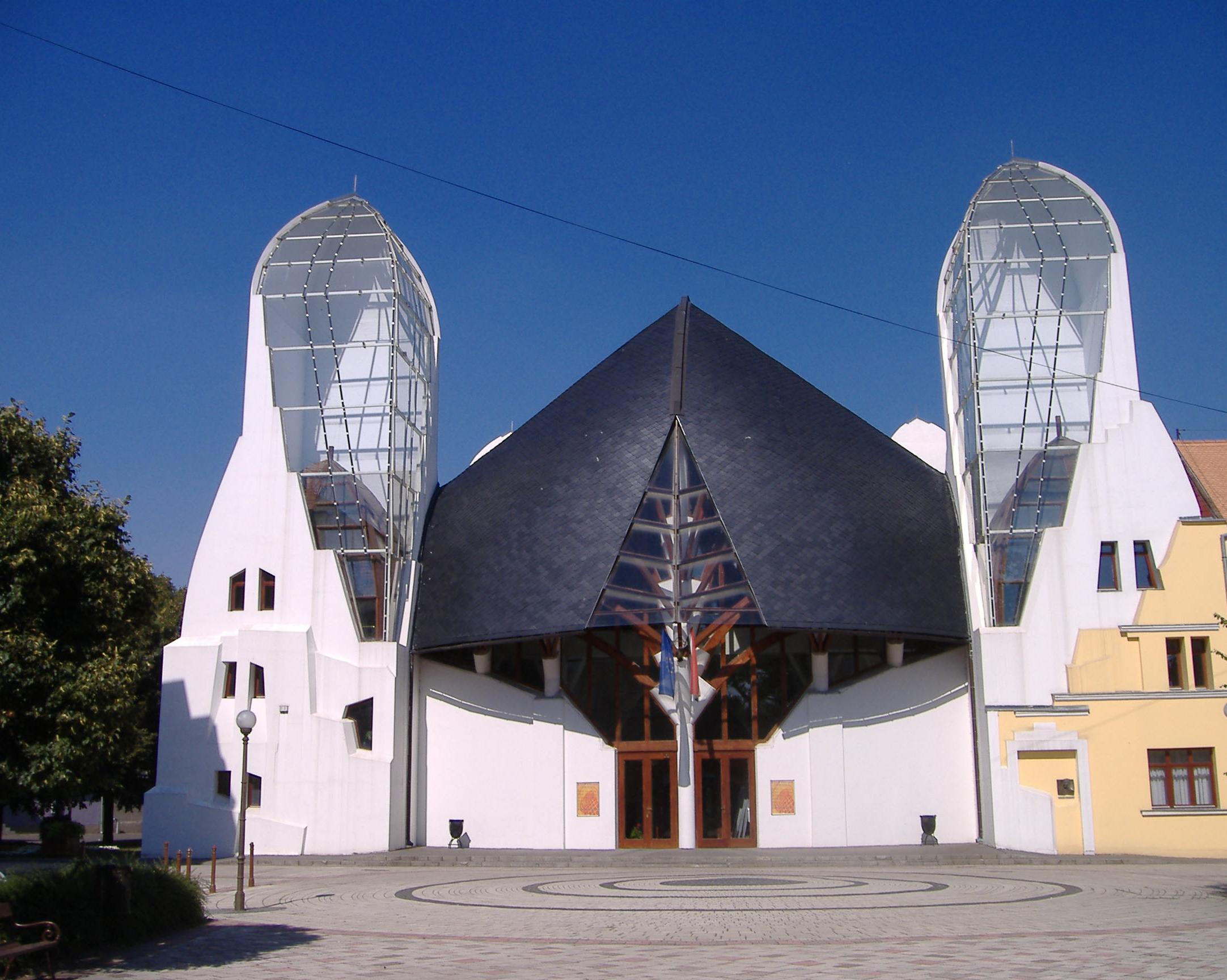
Hagymaház in Makó
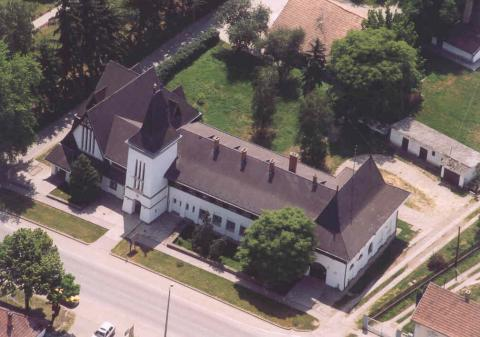
Kirche in Siófok
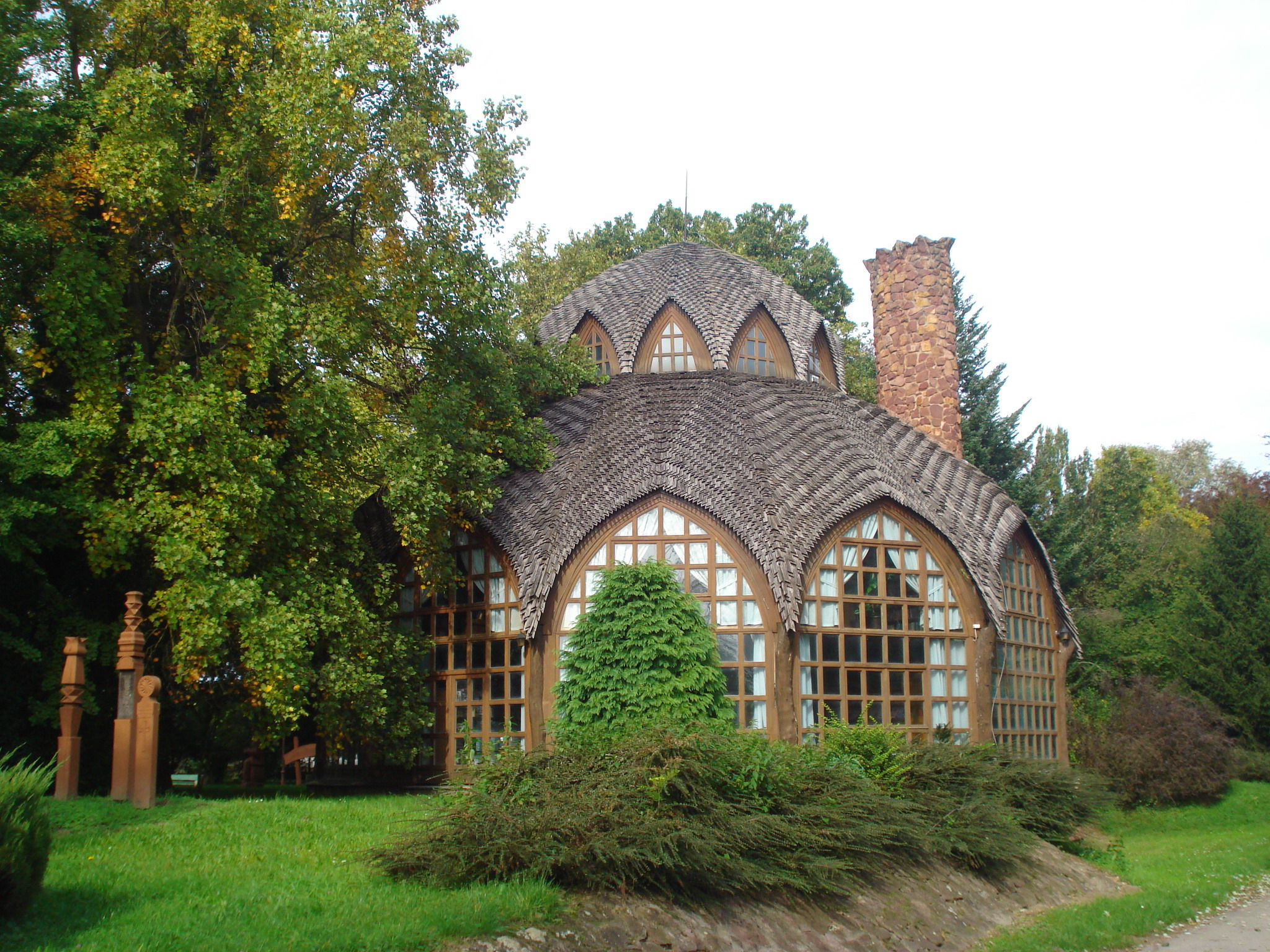
Bibliothek in Letenye
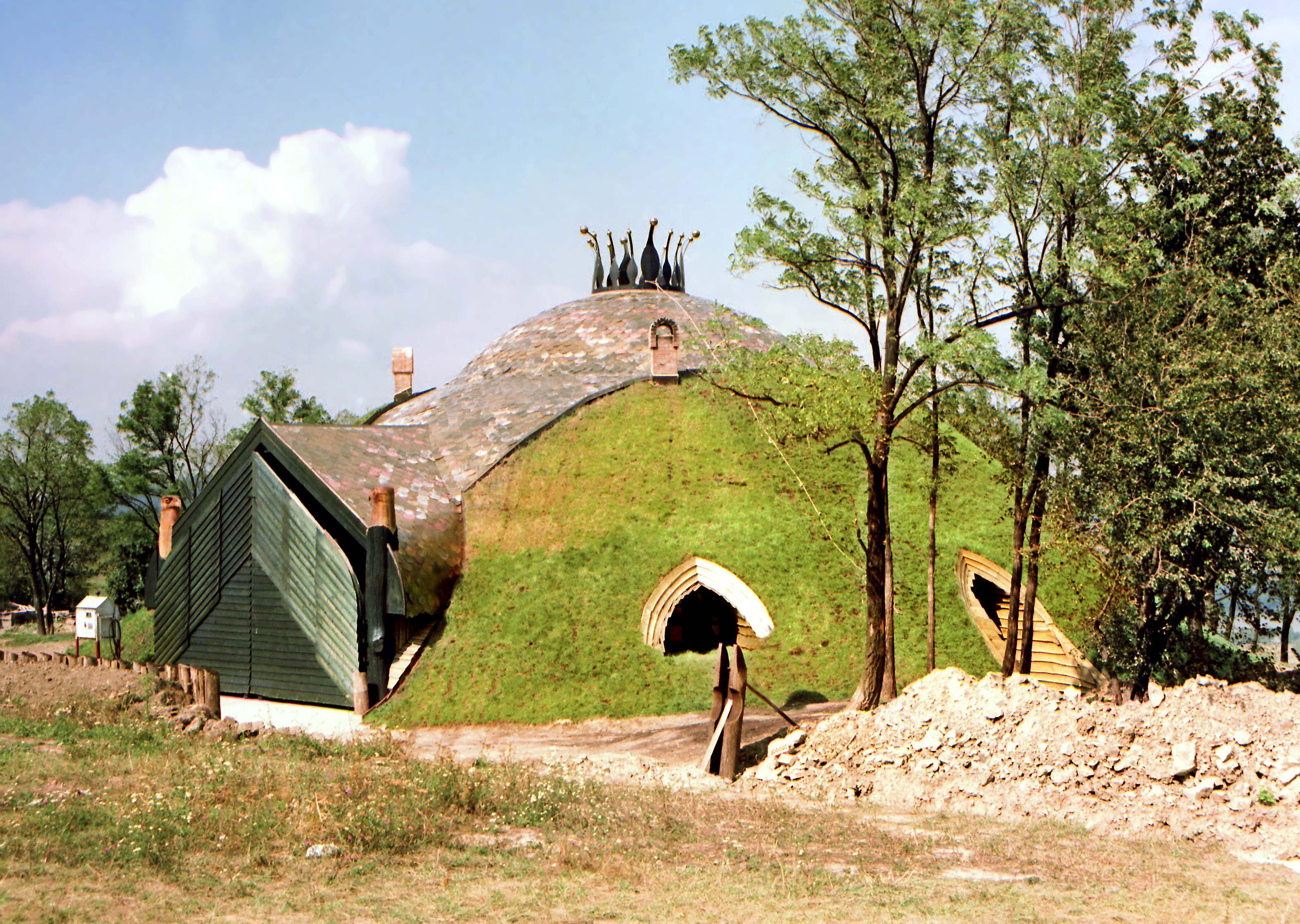
Grashaus Pilisi Parkerdö in Visegrád
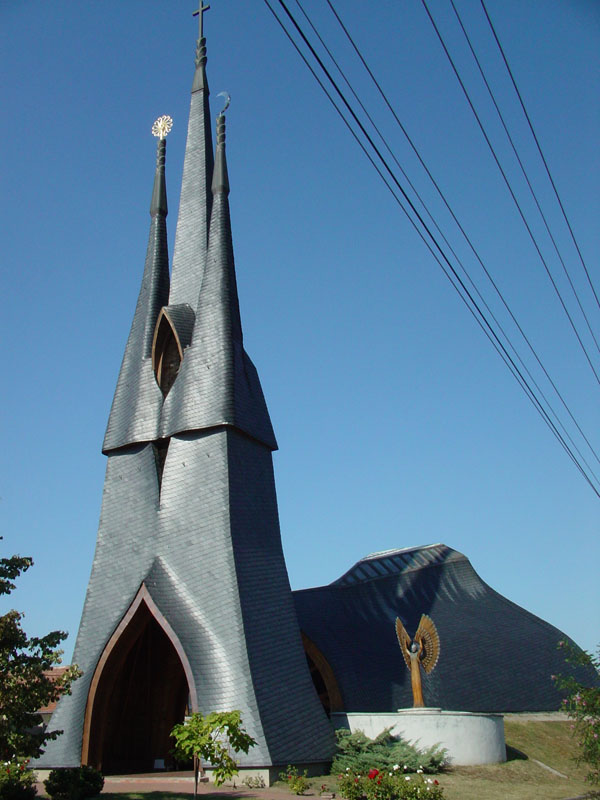
Heilig-Geist-Kirche in Paks
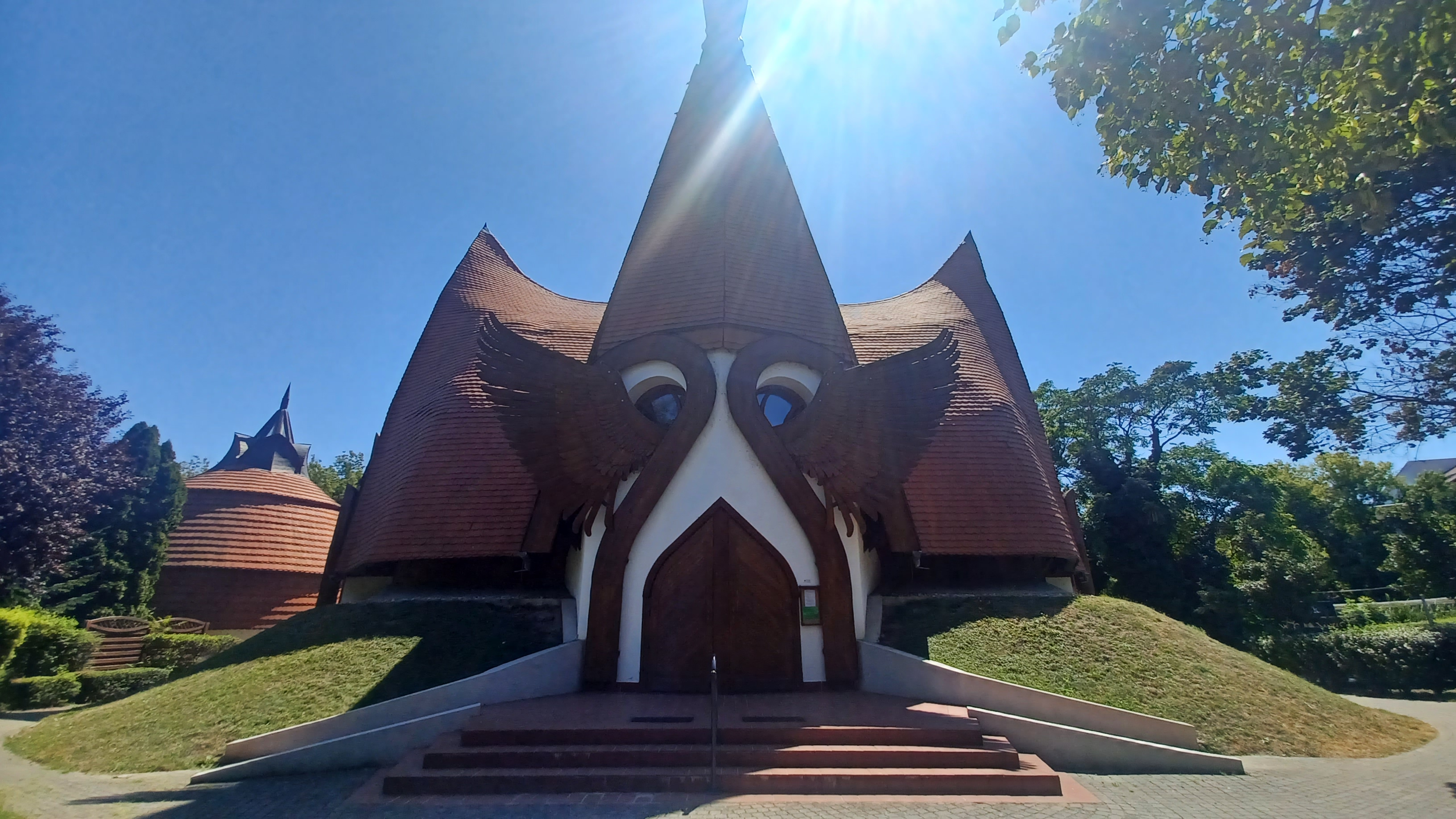
Lutheranische Kirche in Siófok